# Palazzo Julia
Der Palazzo Julia ist ein Palast aus dem 16. Jahrhundert in Acri in der italienischen Region Kalabrien.

## Geschichte und Beschreibung
Das Gebäude gehörte von Anfang an der Familie Julia und wurde dort jeweils vom Vater an den Sohn vererbt. Das Gebäude ist in mehrere Teile aufgeteilt, sogar sehr große, wie andere Paläste in Acri. Es wurde in zwei verschiedenen Epochen errichtet: Die erste dauerte vom 16. bis zum 17. Jahrhundert und die zweite war das Ende des 18. Jahrhunderts.
Der Palast erstreckt sich über drei Stockwerke. Besonders erwähnenswert ist das steingefasste Rundbogenportal mit einer Mascherone als Schlussstein, über dem – ebenfalls aus Stein – das Familienwappen prangt.
Er ist mit einer reichhaltigen Bibliothek ausgestattet, die aus über 5000 Bänden besteht. Sie enthält Texte aus dem 16. und 17. Jahrhundert, sowie einige seltene, alte Ausgaben.